# Чумаченко, Гавриил Алексеевич
Гавриил Алексеевич Чумаченко (1903 , станция Кавказская Кубанской области, ныне город Кропоткин Краснодарского края — 1970, город Москва) — советский деятель, заведующий транспортными отделами ЦК КП(б)У и ЦК ВКП(б), директор и ректор нескольких транспортных институтов. Кандидат в члены ЦК КПСС в октябре 1952 — феврале 1956 Депутат Верховной Рады УССР 2-го созыва. Кандидат технических наук, доцент.

## Биография
Родился в семье рабочего-железнодорожника. Окончил начальную школу, батрачил. С 1918 года работал ремонтным рабочим в паровозном депо станции Кавказской. В 1921 году вступил в комсомол. За успешную работу в 1925 году был направлен учиться на рабочий факультет Ленинградского института инженеров железнодорожного транспорта, по окончании которого поступил в институт. Член ВКП(б) с 1928 года.
В 1931 году окончил Ленинградский институт инженеров железнодорожного транспорта. В 1931—1934 годах учился в аспирантуре при Ленинградском институте инженеров железнодорожного транспорта.
С июля 1934 года — ассистент, заведующий специализированного кабинета (кафедры) «Железные дороги», а с 1937 года — ещё и помощник декана строительного факультета Днепропетровского института инженеров железнодорожного транспорта.
В январе — июне 1938 года — исполняющий обязанности директора Днепропетровского института инженеров железнодорожного транспорта. С июня 1938 работал исполняющим обязанности декана путево-строительного факультета, заведующим кафедрой Днепропетровского института инженеров железнодорожного транспорта.
В 1940—1941 годах — 1-й секретарь Октябрьского районного комитета КП(б)У города Днепропетровска.
С 23 апреля 1941 года — секретарь Днепропетровского областного комитета КП(б)У по транспорту.
Во время Великой Отечественной войны был эвакуирован в Свердловскую область РСФСР, где работал заведующим транспортного отдела Свердловского областного комитета ВКП (б). В 1943 году вернулся в Днепропетровск.
В декабре 1943 — апреле 1944 года — доцент Днепропетровского института инженеров железнодорожного транспорта. Одновременно, в 1943—1944 годах — заведующий транспортного отдела — заместитель секретаря Днепропетровского областного комитета КП (б) У по транспорту.
В 1944—1948 годах — заведующий транспортного отдела ЦК КП(б)У — заместитель секретаря ЦК КП(б)У по транспорту.
В июле 1948—1951 годах — заведующий транспортного отдела ЦК ВКП(б).
В 1951 — марте 1953 года — начальник Политического управления Министерства путей сообщения СССР — заместитель министра путей сообщения СССР.
В 1953—1958 годах — директор Московского транспортно-экономического института.
В 1958—1963 годах — начальник (ректор) Всесоюзного заочного института инженеров железнодорожного транспорта.

## Награды
- орден Отечественной войны 1-й ст.
- орден Трудового Красного Знамени (23.01.1948)
- орден «Знак Почета»
- четыре медали
- знак «Почетный железнодорожник»